# Petit-Auverné

Petit-Auverné este o comună în departamentul Loire-Atlantique, Franța. În 2009 avea o populație de 433 de locuitori.